# Vittoria Contini Bonacossi
Vittoria Contini Bonacossi, nata Erminia Vittoria Feroldi (Robecco d'Oglio, 1871 – Firenze, 1949) è stata una collezionista d'arte italiana.

## Biografia
Vittoria era di origini nobili ma di famiglia non particolarmente ricca. Sposatasi una prima volta a Barcellona con un certo Galli, nel 1897 conobbe in Spagna Alessandro Contini che sposò nel 1899, dopo essere rimasta vedova del primo marito. Visse a lungo in Spagna col nuovo coniuge, tra Madrid e Barcellona, aiutandolo nelle sue passioni di collezionista e mercante di francobolli e opere d'arte, soprattutto antiche.
I due si trasferirono nel 1910 a Roma e viaggiarono spesso in America Latina e negli Stati Uniti, dove il marito faceva affari coi più grandi collezionisti dell'epoca. Dotata di intuito e di uno spiccato amore per l'arte, aiutò spesso il marito nell'acquisto delle opere, come ricordano i suoi diari. Ad esempio fu lei a riconoscere a Londra la Maestà con i santi Francesco e Domenico di un seguace molto vicino a Cimabue in «un quadro brutto e polveroso», che acquistò a un buon prezzo fingendo di essere interessata ad un'altra opera.
Dal loro matrimonio nacquero Alessandro Augusto (Sandro) ed Elena Vittoria (Vittorina); Vittoria aveva inoltre una figlia nata dal primo matrimonio, Beatrice, che sposò il fratello minore di Alessandro e dalla cui unione nacque Sandrino, che venne di fatto adottato in famiglia dopo che era divenuto orfano nel 1914.
Quando la famiglia si stabilì a Firenze, la villa già Strozzi nel centro cittadino venne rinominata Villa Vittoria in suo onore. Qui continuò a curare accanto al marito la decorazione delle sale, che contenevano più di mille pezzi d'arte tra dipinti, sculture, arredi, vetri, oggetti vari ed arazzi. Si trattava di un vero e proprio museo privato, ispirato nell'allestimento ai principi di Wilhelm von Bode, e vi si conservava una delle migliori raccolte di pittura spagnola esistente in Italia, nonché uno straordinario nucleo di opere rinascimentali con grandi nomi dell'arte.
Alla sua morte nel 1949 raccomandò agli eredi di conservare la collezione integra e, magari, di farne dono allo Stato. Tale raccomandazione venne rinnovata da Alessandro prima della sua scomparsa, ma nell'assenza di scritture ufficiali, la vicenda prese poi altre strade, con lo smembramento della collezione, di cui solo una parte (circa il 40% di statue e dipinti, un numero molto più esiguo di arredi e opere d'arte applicata), si trova oggi presso gli Uffizi di Firenze.

## Scritti
- I diari di Vittoria sono stati in parte pubblicati nel 2007[1]

## Archivio personale
L'Archivio per la memoria e la scrittura delle donne  Alessandra Contini Bonacossi ha curato la raccolta, l'ordinamento ed il deposito delle sue carte presso l'Archivio di stato di Firenze